# Insviller
Insviller é uma comuna francesa na região administrativa de Grande Leste, no departamento de Mosela. Estende-se por uma área de 8,34 km². Em 2010 a comuna tinha 179 habitantes (densidade: 21,5 hab./km²).